# ゴマシオナメクジ
ゴマシオナメクジ (胡麻塩蛞蝓、学名：Rathouisiidae sp.) は、イボイボナメクジと同じくホソアシヒダナメクジ科に分類される陸産貝類の1種。他の陸産貝類を捕食する肉食性の小型のナメクジである。一般に馴染みのある柄眼類のナメクジ類とは異なり、ドロアワモチやアシヒダナメクジと同じ収眼類に属する。